# Romeoville
Romeoville é uma vila localizada no estado americano de Illinois, no Condado de Will.

## Demografia
Segundo o censo americano de 2000, a sua população era de 21.153 habitantes.
Em 2006, foi estimada uma população de 36.837, um aumento de 15684 (74.1%).

## Geografia
De acordo com o United States Census Bureau tem uma área de
38,6 km², dos quais 37,6 km² cobertos por terra e 1,0 km² cobertos por água. Romeoville localiza-se a aproximadamente 222 m acima do nível do mar.

## Localidades na vizinhança
O diagrama seguinte representa as localidades num raio de 12 km ao redor de Romeoville.